# Aleksander Valič
Aleksander Valič, slovenski gledališki in filmski igralec, * 10. februar 1919, Gorica, Italija, † 26. oktober 2015.
Pred vojno je bil član sokolskega ljubiteljskega gledališča na Viču. Med drugo svetovno vojno je bil sodelavec OF, partizan, organizator mitingov, recitator in pevec. Bil je tudi član Frontnega gledališkega VII. korpusa na Dolenjskem. Po osvoboditvi je postal član slovenskega gledališča v Trstu, od sezone 1947/48 pa do upokojitve je deloval v Ljubljanski Drami.
Za svoje delo je bil leta 1972 nagrajen z Borštnikovo nagrado (za vlogo Geronta v Scapinovih zvijačah, Ljubljanska Drama), leta 1967 pa z nagrado Prešernovega sklada (za naslovno vlogo v odrski priredbi Diderotovega dela Rameaujev nečak).
Nastopal je tudi v petnajstih slovenskih filmih (v prvem slovenskem filmu Na svoji zemlji, Decembrski dež, Samorastniki, Naš avto, Dolina miru, ...), na radiu in televiziji (Utonilo je sonce, Kukavičji Mihec, Mali oglasi, ...) ter napisal dve knjigi o gledališkem življenju, Frontniki (1980) in Spomini na prva leta Slovenskega narodnega gledališča za Trst in Primorje: 1945-1947 (1999).

### Zasebno
Od 1948 je bil poročen z Danico, ima sina Iztoka, ki je igralec, režiser in ustanovitelj Gledališča za otroke in mlade Ljubljana. Vnuka sta igralec Domen in komik Vid Valič. Znan igralec Dare Valič je njegov nečak, Aleš Valič pa je v daljnem sorodstvu.

## Igralska rodbina Valič

### Potomci Aleksandra Valiča
| ↓ Aleksander Valič ↓ (1919–2015)        | ↓ Aleksander Valič ↓ (1919–2015)        | ↓ Aleksander Valič ↓ (1919–2015) |
| ↓ njegov sin ↓                          | ↓ njegov nečak ↓                        | ↓ njegov daljni sorodnik ↓       |
| --------------------------------------- | --------------------------------------- | -------------------------------- |
| ↓ Iztok Valič ↓ (1950– )                | ↓ Dare Valič ↓ (1941–2023)              | ↓ Aleš Valič ↓ (1955– )          |
| Vid Valič (1982– ) Domen Valič (1984– ) | Nina Valič (1973– ) Blaž Valič (1974– ) | Matic Valič                      |

## Nagrade
- Nosilec partizanske spomenice 1941-1945
- 1967 Nagrada Prešernovega sklada - za vlogo Rameaujevega nečaka v odrski priredbi Diderotovega dela,
- 1972 Borštnikova nagrada za igro - za vlogo Geronta (Molière, Scapinove zvijače, SNG Drama Ljubljana)
- 1980 Kajuhova nagrada - za delo Frontniki
- 2001 Častni znak svobode Republike Slovenije -  za zaslužno in ustvarjalno delo na področju gledališke umetnosti
- 2008 Borštnikova nagrada Borštnikov prstan - najvišje nacionalnego priznanje za igralsko umetnost
- 2011 Nagrada glavnega mesta